# Certima
Certima là một chi bướm đêm thuộc họ Geometridae.